# Cum primum (Gregor XVI.)
Cum primum ist eine Enzyklika von Papst Gregor XVI., mit der er sich am 9. Juni 1832 an die Erzbischöfe und Bischöfe des Königreichs Polen wandte. Nach der Unterdrückung Polens durch  Zar Nikolaus I. von Russland schrieb der Papst „Über den bürgerlichen Gehorsam“.
Gregor XVI. beklagte die gewaltsame machtpolitische Veränderung in Polen und bedauerte die Unterdrückung Polens. Mit keinem Wort erwähnte er Herrschernamen, sondern der Papst brachte zum Ausdruck, dass für diese Region alsbald Frieden und rechtmäßige Autorität wiederhergestellt werden müssten. Dieser Wunsch war auch der Anlass seiner Enzyklika, er beabsichtigte der polnischen Bevölkerung Mut zuzusprechen und lobte deshalb auch deren Treue und Loyalität.
Der Papst verwies auf biblische Stellen, in denen die staatlichen Pflichten der Christen belegt seien (Römer 13, 1-2, 5), er verwies auch auf Stellen des Evangeliums, in denen die von Gott gegebene Macht als die rechtmäßige Macht beschrieben sei, der man sich unterzuordnen habe (1 Petrus 2,13). Er forderte zu einem bürgerlichen Gehorsam auf, denn die von Gott gegebene Macht sei nur eine Macht auf Zeit. Gleichzeitig verlangte er vom Zaren eine gewissenhafte und christliche Ausübung seiner, von Gott, erhaltenen Macht.